# تاريخ بيرو

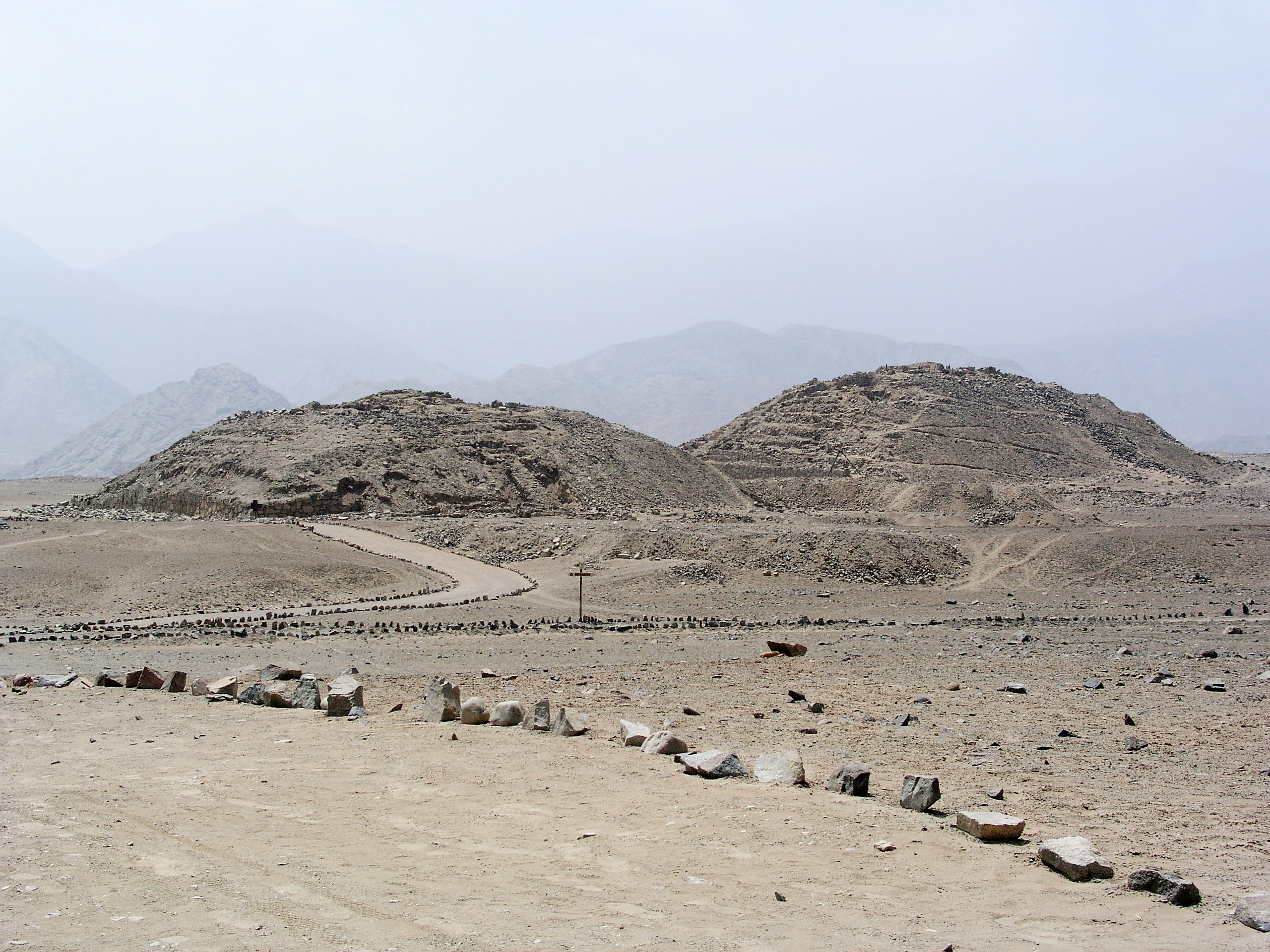

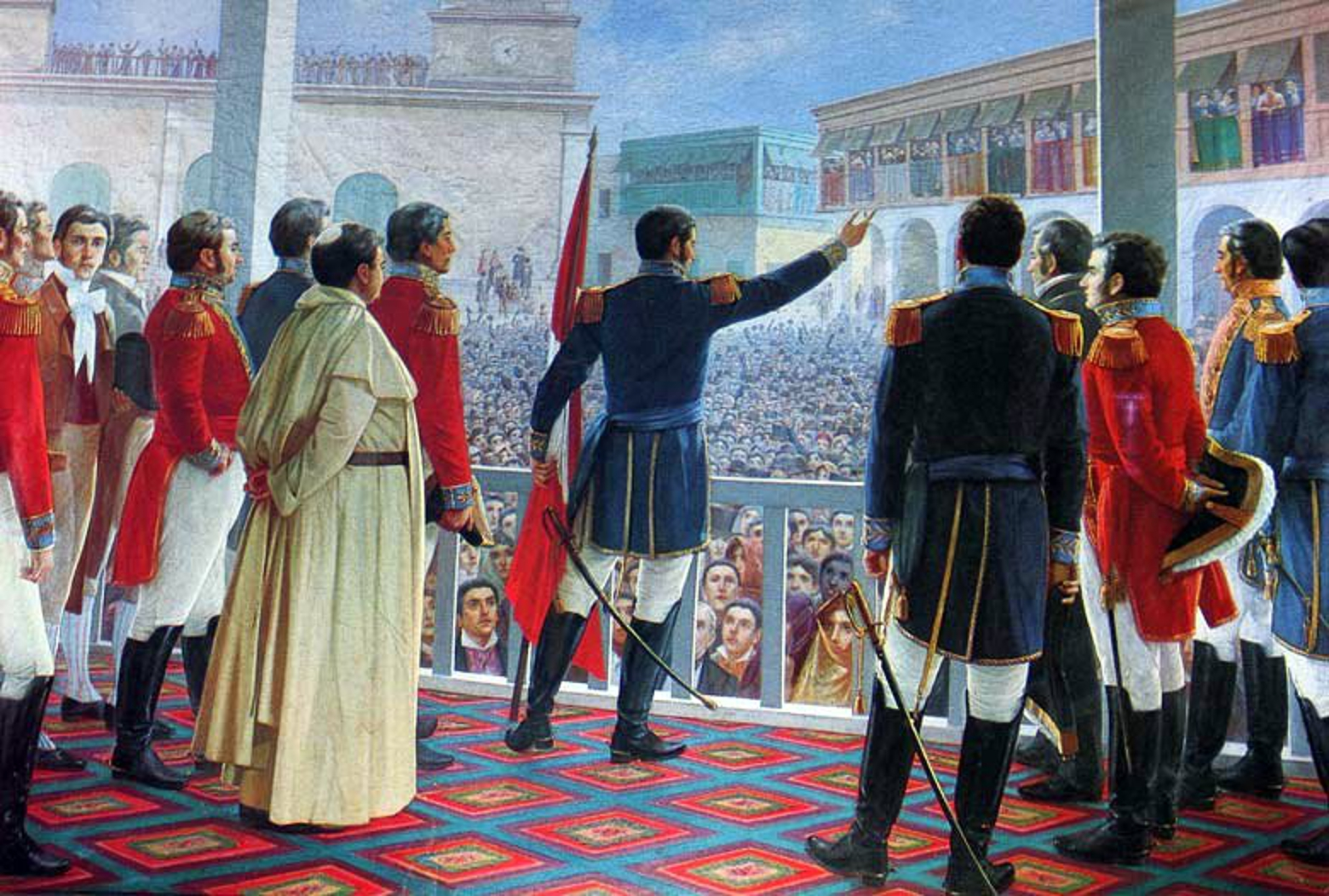
شعار خوسيه دي سان مارتين إعلان استقلال بيرو في 28 يوليو 1821 في ليما ، بيرو.

تاريخ بيرو يغطى تاريخ بيرو فترة تزيد عن 13 مليون سنة من التواجد البشري. بدءًا من وصول المجموعات البشرية الأولى من الصيادين وجامعي الثمار منذ نهاية العصر الجليدي وحتى الالفية الثالثة عشر قبل الميلاد وتطوير أحفادهم للبستنة حتى الالفية الثامنة قبل الميلاد. بعد ذلك بدأ التصاعد في التعقيد الاجتماعي والثقافي لشعوب المنطقة، مما أدى إلى ظهور بيرو القديمة. وبحلول الألفية الرابعة قبل الميلاد ظهرت على الساحل المركزي مجتمعات بنت صروح معمارية ونسجت شبكة تجارية واسعة للربط بين المنتجات الأمازرونية والساحل الإكوادوري، وشكلت الحضارة الكارال-سوبى والتي بدأت تتلاشى عام 1800 قبل الميلاد مفسحةً المجال لتجمعات مدنية جديدة إلى شمال وجنوب الساحل، وبزوغ حضارة الكوبيسنيكي وظاهرة شافين، أحد المراكز الحضارية المهمة والذي ساهم في تحديد المجتمعات الزراعية في عصره حتى عام 200 قبل الميلاد.
خلف شافين أول الدول العسكرية التابعة لحضارتي موتشيفي الشمال والنازكا في الجنوب والتي ظهرتا بالتوازي مع صعود حضارة تيواناكو تيواناكو في الألتيبلانو (الأرض المرتفعة). منذ العام 600 ظهرت في منطقة أياكوتشو حضارة واري مرتكزة على تطوير المدرجات لزراعة الذرة والتي أدت إلى تطور حضاري وتأثير ملحوظ على حضارتي موتشي وتيواناكو. وأخذت حضارة أوارى بالانتشار تدريجيا عبر جبال الانديز في الشمال حتى وصلت إلى كاخاماركا. إلا انه في بداية الألفية الثانية تجزأت السلطة السياسية مما أدى إلى نشأة عدة دول مركزية مثل لمبايكي وتشيمو في الشمال وتشينتشا في الجنوب التي أنشأت شبكة تجارية واسعة امتدت من الإكوادور حتى منطقة الألتيبلانو. في عام 1438 بدأت إمبراطورية الإنكا في التوسع وحتى القرن السادس عشر حيث هيمنت على الجزء الأكبر من الأراضي في النصف الغربي من الكرة الأرضية.
في عام 1532 تم احتلال بيرو بقيادة فرانسيسكو بيزارو وبدعم من بعض الشعوب المنشقة عن إمبراطورية الانك، تبع ذلك الحروب الأهلية بين المحتلين حتى اعلان بيرو تابعة للتاج الاسبانى في عام 1572، وصول الأسبان وحقبة الاحتلال تزامن مع تقديم الكنيسة الكاثوليكية وتمازج مكثف بين الأجناس الأسبان والهنود والسود كعبيد مأخوذين من أفريقيا. خلال القرن السابع عشر سيطر التعدين على الاقتصاد التجاري في المستعمرات التابعة لأسبانيا وخصوصا حول بوتوسي.
عزز تطبيق الاصلاحات البربونية العدوانية في القرن الثامن عشر الثورات المتعاقبة والتي أدت إلى التمرد العنيف الذي قاده توباك امارو الثاني (1780-1781). كما أن الغزو الفرنسي لأسبانيا شجع الأفكار التحريرية في بيرو والتي تكللت بإعلان الاستقلال في عام 1821 ثم تأكيده في عام 1824 بمساعدة حركات التحرر في الجنوب والشمال.
عادة ما يتم تقسيم تاريخ بيرو إلى
1.	عصور ما قبل كولومبوس.
2. المستعمرة (بعد الاحتلال الأسباني).
3. الجمهورية (بعد الاستقلال).

## بيرو القديمة

### العصر الحجري
أطول مرحلة في تاريخ بيرو هي تلك التي سبقت الغزو الأسباني في القرن السادس عشر. يشير أقدم دليل على وجود البشر في بيرو إلى أن الإنسان وصل منذ حوالي خمسة عشر ألف سنة من القارات الأخرى، بحلول نهاية عصر السقيع الأخير في نهاية العصر الجليدي على وجه الدقة.
كان سكان بيرو الأوائل، الذين نظموا انفسهم على شكل جماعات وعشائر، من الصيادين وجامعي الثمار. تمثلت الأنشطة الاقتصادية الرئيسية في صيد فصيلة الجماليات أو الابليات الجنوبية الأمريكية (خاصة حيوان الغوناق) في المناطق المرتفعة، بالإضافة إلى الصيد وجمع الاسماك الصدفية في المحيط الهادئ (معتمدًا على الثراء البيلوجي لتيار همبولت)، بالإضافة إلى صنع الأدوات الحجرية المنحوتة. وقد تم العثور على أهم بقايا هذه الحقبة في الأماكن التالية:
•	كهف الجيتاريرو.
•	بيكيماتشاي.
•	تشيفاتيروس.
•	خايوماتشاي.
•	كهف توكيبالا.
•	بايخان.
•	تريس بينتاناس (النوافذ الثلاثة).
•	لاوريكوتشى.

### العصر العتيق

#### العصر العتيق المبكر
يمتد الجزء الأول من العصر القديم المعروف باسم العصر القديم المبكر من 8000 إلى 3000 قبل الميلاد.
بعد الانحسار التدريجي للجليد، استوطن صيادين الجماليات والغزلان مرتفعات ووديان الأنديز، وقد سارعت الظروف الجوية الشبيهة بالحالية من عملية تدجين الحيوانات والنباتات وهكذا ظهرت أول البساتين الشبة بدوية، لكن دون إهمال الصيد وجمع الثمار. أما على الساحل فقد كان النشاط الرئيسي هو الصيد وبيع الأسماك.
وكان الاكتشاف التدريجي للزراعة سببًا لاستقرار الاقتصاد، الأكواخ الأولى تم اكتشافها على الساحل (تشيلكا، باراكاس) كانت مصنوعة من مواد ذات أصل نباتي ثم أصبحت تصنع من الحجارة والطين في وقت لاحق، كما ظهرت أول الأنسجة البدائية. في هذا السياق ظهرت أول العمارة المراسمية الضخمة ذات الرسومات التصويرية بالإضافة إلى تبادل المنتجات بين المناطق حتى المناطق النائية (كونتشاس سبونديلوس)
أقدم الدلائل على نباتات مزروعة في بيرو ظهرت في المواقع التالية:-
•	نانتشوك، في وادي ألتو سانيا، اقليم كاخاماركا، في الألفية الثانية قبل الميلاد، حيث تم العثور على بقايا بذور اليقطين والقرع مزروعة منذ 8000 قبل الميلاد.
•	كهف الجيتاريرو، على المنحدرات الغربية لكوردييرا نيجرا، اقليم انكاش، مع بقايا من محصول الفاصوليا.
مواقع أخرى مهمة في هذه الفترة هي التالية:
•	سانتو دومينغو دى باراكاس في شبه جزيرة باراكاس، حيث تم العثور على بقايا أول صياد بشبكة في أمريكا، وباني أقدم قرية في بيرو وأول بستاني على الساحل الأمريكي.
•	تيلارماتشاى، المأوى الصخري في المرتفعات الوسطى، اقليم خونين، بقايا أول تدجين للجماليات (اللاما والألبكة) الأمريكية.
•	تريس بنتاناس (النوافذ الثلاث)، في مرتفعات هواراتشيري في اقليم ليما، آثار تدجين البطاطا والخضروات الجذرية واليقطين.
•	تشيلكا، في بامبا دى تشيلكا، في منتصف الساحل جنوب ليما، حيث عثر على بقايا قرية صغيرة من أكواخ ومقابر.
•	بيكيماتشاي، بالقرب من أياكوتشو في المرتفعات الجنوبية حيث عثر على بقايا أول مربي للخنازير في أمريكا بالإضافة إلى زراعة الكينوا واليقطين.
•	خايواماتشي، أيضا بالقرب من أياكوتشو، وجود دليل على زراعة نبات الأشيوت وتربية الإبل.
•	ثيررو بالوما، في وادي تشيلكا، في وسط الساحل جنوب ليما، حيث تم العثور على بقايا عدد من القرى المتداخلة بالإضافة إلى عدد من المقابر الآدمية.

#### العصر العتيق المتأخر
في النصف الثاني من العصر العتيق والمعروف أيضا بالعتيق المتأخر والذي يمتد من 3000 إلى 1800 قبل الميلاد والذي يتميز أساسًا بظهور العمارة الضخمة في المراكز الإدارية والاحتفالية الأولى أو المعابد وظهور منظمات أكثر تعقيدًا ذات طابع ديني. بالإضافة إلى الدورات الزراعية التي سيطر عليها الكهنة علماء الفلك مما اعطاهم سلطة كبيرة.
في هواكا بريتا، في وادي تشيكاما، الساحل الشمالي في لا ليبرتاد، عثر على بقايا أول نسيج في بيرو وأمريكا و........................
ظهرت المعابد الأول على الساحل والأوسط وشمال-الأوسط وفي المرتفعات الوسطي. وغالبًا كانت أهرامات متدرجة، ذات ساحات دائرية والتي أحيانا ما تكون قريبة من النُصُب وأحيا تكون بعيدة عنه. ومع اقتراب نهاية العصر ظهرت أولى المنشآت ذات النباتات على شكل U.
المعابد أو الكراكز الادارية الاحتفالية المرتبطة بتلك الفترة هي كوتوش، والأسبيرو، ولا جالجادا، وباندورريا، وبونكوري، وسيتشين باخو، وثيررو سيتشين، والبارايسو (الجنة)، وخصوصًا كارال.

#### كارال، أول حضارة في أمريكا
ظهرت حضارة كارال منذ عام 2600 قبل الميلاد في منتصف الساحل في بيرو. وكانت كارال واحدة من أقدم المدن فيها، والتي احتوت على أهرامات حجرية وسحات عامة للاحتفالات ومذابح حول النار المقدسة، وتصميمات معقدة تظهر الاستغلال المتقن للمساحات الفارغة، وعزف سكانها الموسيقى على مزامير ذات فتحتين.
ومنذ ذلك عل الحين، وفي جميع أنحاء بيرو، ظهرت سلسلة من التقاليد الثقافية التي أدت إلى نشأة اتحادات وممالك وامبراطوريات لمدة أربعين قرنًا.

### العصر التكويني
ينقسم العصر التكويني، الذي يسمي أيضا العصر الأوَّلي، إلى ثلاث مراحل:
التكويني الأدنى (1500-1800قبل الميلاد).
التكويني الأوسط (1500-700 قبل الميلاد).
التكويني الأعلى (700-200قبل الميلاد).

#### التكويني الأدنى
تقليديًا يتم تحديد بداية العصر التكويني مع ظهرو الفخار، وقد تم العثور على بقايا ذلك في الأماكن التالية:
توتيساينيو، في غابات الأمازون، من 1900 إلى 1700 قبل الميلاد.
كاتوش وايراخيركا، في مرتفعات هوانوكو، حوالي 1850 قبل الميلاد.
لاس ألداس على ساحل أنكاش حوالي 1800 قبل الميلاد.
أنكون، على ساحل ليما، 1600 قبل الميلاد.
وتعتبر مزارع الذرة وبناء خطوط الأنابيب الرئيسية، وتطوير المنسوجات والأدوات المعدنية من الانجازات الهامة في هذه الفترة. أما في الحياة السياسية فقد ظهرت المقرات الرئاسية أو العقارات حيث تتركز السلطة السياسية.
ومع ذلك فإن السمة الرئيسية لهذة الفترة هي ظهور الصروح المعمارية الضخمة، والمراكز الاحتفالية التي غالبًا ما تغطي مساحة واسعة أكبر من أسلافهم في العصر العتيق. كان تخطيط المعابد والاضرحة غالبًا ما يكون على شكل U: مبنى مركزي واثنين على الجانبين يحيطون بميدان دائري أو مستطيل.
أعظم تلك المباني الضخمة التي برزت في بدايات العصر التكويني، وبعضها استمرت في المرحلة التالية، منها:
•	أواكا لا فلوريدا، تقع في وادى ريماك، ليما.
•	كارادال، تقع في وادي لورين، ليما.
•	ألداس، بالقرب من كاسما (أنكاش)، المطلة على المحيط الهادي.
•	بامبا دى لاس ياماس-موكسيكى، في وادي كاسما، التي تتكون من معلمين أو هرمين هما: موكسيكي وأواكا آ أو (أواكا دى لاس ياماس).
•	سيتشين ألتا، في كاسما، هو مجمع ضخم، قد يكون أكبر أثر يتبع العصر التكويني، وهو هيكل هرمي الشكل يتكون من منصات متراكمة تمثل النُصُب الرئيسي.
•	ثيررو سيتشين، بين نهري سيتشين وكاسما، ويشتهر بالكتل ذات الواجهات المنحوتة نحوتات بارزة تمثل كهنة محاربين وجثث مشوهة (حوالي 1500 قبل الميلاد).
• أواكالوما، وتقع في كوينكا ديل كريسينيخاس، كاخاماركا.

#### التكويني الأوسط
نشأت الحضارة الكوبيسنيكية على الساحل الشمالي، وأوصلت الخزف الانديزي إلى أقصى قممه الفنية. وهذا يظهر في موقع كابايو مويرتو «الحصان الميت» في وادي موتشى بمنطقة ليبرتاد «الحرية»
، ويعتبر «اواكا دى لوس رييس» أعظم صرح لهذا الفن، كما يبرز أيضًا «بينكوري» و «ثيررو بلانكو» في وادي نيبينيا بأنكاش.
التكويني الأعلى:
شهد هذا العصر تطور عدد من المظاهر الثقافية المختلفة متأثرة بحضارة تشافين. على الساحل الجنوبي ظهرت قري براكاس التي ضمت الفلاحين وصائدي الأسماك، وتميزت بالتطريزات متعددة الألوان والتي تعتبر من أهم الأعمال الفنية من بيرو القديمة. أما في مرتفعات تيكاكا، فقد نجحت حضارة بوكارا في تطوير نظام لرى الأراضي المرتفعة المحاطة بالمياة (كامييونيس أو وارو وارو)، مما مكَّنهم من زراعة سهول الأنديز الباردة المرتفعة.
بنهاية هذه الحقبة، حوالي عام 400 إلى 200 قبل الميلاد، كان الضغط من السكان المجاورين، وتسربهم من الأماكن المحيطة سببًا لهجر المعابد والمراكز الإقليمية الأصغر حجمًا.
الثقافات الإقليمية الأولى:
الوسيط المبكر، بين القرن الثاني قبل الميلاد. والسادس الميلادي.
مع حلول عام 200 قبل الميلاد، كانت حضارة الأنديز قد تطورت لتكوِّن أشكالًا سياسية معقدة. ومددت الزراعة وقامت ببناء قنوات عظيمة للري في الصحراء الشمالية والساحل المركزي باللإضافة إلى القنوات الجوفية في الساحل الجنوبي. وتعتبر حضارات موتشى، ونازكا، وريكواي، وكاخاماركا، وفيكوس، وليما، وتيواناكو هي الأكثر شهرة ونجاحًا في هذه الفترة. ويبدو أن معظم هذه الحضارات كانت تحكمها نخبة راقية من المحاربين الذين شجعوا إنتاج التحف الفنية عالية الجودة والتي اعتبرها البعض من أهم الأعمال الفنية في أمريكا في عصر ما قبل كولومبوس (خاصة فخار حضارة موتشى ونازكا وريكواي، ونسيج حضارة نازكا، ومجوهرات حضارة موتشي، والفن التحللي لحضارة تيواناكو).
- تطورت حضارة موتشى بين عام 200-700 قبل الميلاد في وادي موتشى وانتشرت في الوديان في شمال بيرو مُكوِّنة حضارة طبيقية حيث لعب فيعا الكهنة دورًا مهمًا. في عام 1987 تم اكتشاف مقبرة عظيمة تخص الملك سيبان، أحد ملوك موتشى يعود تاريخها إلى القرن الرابع الميلادي في وادي لامباييكي. وتعتبر المنحوتات السيراميكية الواقعية الخاصة بحضارة موتشى من أفضل الآثار المتبقية من حضارات ما قبل كولومبوس، خاصة تلك المسماة بصور الأواكوس والتي تمثل تعبيرات مختلفة لشخص ما. أما في العمارة فتبرز الأهرامات المبنية من الطوب اللبن والتي تعرف باسم أواكاس ديل السول إي دى لا لوناز ويبرز أيضا المشغولات الذهبية ذات التقنية العالية كتلك الموجودة بمقبرة الملك سيبان.
- نشأت حضارة نازكا بشكل أساسي في الوديان بمقاطعة ايكا الحالية حوالي القرن الأول الميلادي وبدأت في الانحدار في القرن السابع. ويقع مركزها في كاواتشي. ويبرز من آثار حضارة نازكا الفخار الملون المزين بأشكال رجال وحيوانات ونباتات وغيرها بالإضافة إلى فن النسيج. أما الأكثر إثارة للإعجاب فهي شبكة القنوات والتي تعتبر انجازًا حقيقيًا في الهندسة الهيدروليكية بالإضافة إلى الخطوط العملاقة الممتدة في سهوب نازكا، والمعروفة باسم خطوط نازكا والتي لاتزال حتى الآن مثارًا للنقاش.
- حضارة ريكواي تطورت في مرتفعات مقاطعة انكاش بين 200 و 600 م ويعتبر النحت هو أكثر تعبيراتها الثقافية أهمية، ومنها كتل ريكواي الشهيرة، وهي كتل حجرية اسطوانية الشكل منحوتة لتمثل المحاربيين ذوى الرتب العالية

### الاستعمار الأوروبي للبيرو (1532 – 1572)
عندما وصل الإسبان عام 1531، كانت أراضي البيرو تمثل نواة حضارة الإنكا المتطورة للغاية. امتدت إمبراطورية الإنكا، المتمركزة في كوزكو، على مساحة شاسعة، من جنوب غرب الإكوادور حتى شمال تشيلي.
انجذب فرانسيسكو بيزارو وأشقائه جراء الأنباء المنتشرة حول مملكةٍ غنية ومذهلة. في عام 1532، وصلوا إلى البلد الذي أطلقوا عليه اسم بيرو. وفقًا لما ذكره راؤول بوراس بارنيتشيا، فإن كلمة بيرو ليست كلمة من لغة الكيشوا ولا اللغة الكاريبية، بل هي كلمة هندية إسبانية أو هجينة.
بين عامي 1524 و1526، اجتاح الجدري إمبراطورية الإنكا، قادمًا من بنما مع الغزاة وسبق وصول الغزاة الإسبان إلى بيرو من خلال انتقاله بين السكان الأصليين. تسبب الجدري في وفاة حاكم الإنكا واينا كاباك ومعظم عائلته أيضًا بما في ذلك وريثه، مما تسبب في سقوط الكيان السياسي للإنكا وساهم في حرب أهلية بين الشقيقين أتاوالبا وواسكار. نفذ بيزارو انقلابًا بعد استغلاله هذا الوضع. في 16 نوفمبر 1532، حين كان جيش أتاوالبا المظفر في احتفالٍ غير مسلح في كاخاماركا، استدرج الإسبان أتاوالبا إلى فخ أثناء معركة كاخاماركا. قتل 168 إسباني مسلحًا تسليحًا جيدًا الآلاف من جنود الإنكا غير المسلحين تقريبًا وأسروا حاكم الإنكا الجديد، مما تسبب في ذعر كبير بين السكان الأصليين والتحكم بالمسار المستقبلي للقتال. عندما قُتل واسكار، حاكم الإسبان أتاوالبا وأدانوه بالقتل وأعدموه خنقًا.
احتفظ بيزارو بالسلطة الظاهرية للإنكا لفترة من الزمن، معترفًا بتوباك والبا على أنه الإنكا سابا (الإنكا الوحيد) بعد وفاة أتاوالبا. لكن انتهاكات الغازي جعلت هذا المظهر الزائف واضحًا للغاية. عززت الهيمنة الإسبانية نفسها بقمع تمردات السكان الأصليين المتتالية قمعًا دمويًا. بحلول 23 مارس 1534، أعاد بيزارو والإسبان تأسيس مدينة الإنكا، كوزكو، كمستوطنة استعمارية إسبانية جديدة.
تأخر إنشاء حكومة استعمارية مستقرة لبعض الوقت بسبب الثورات المحلية وتناحر عصابات الغزاة (بقيادة بيزارو ودييغو دي ألماغرو) فيما بينها. نشبت حرب أهلية طويلة، خرج منها بيزارو منتصرًا في معركة لاس ساليناس. في عام 1541، اغتيل بيزارو على يد فصيلٍ بقيادة دييغو دي ألماغرو الثاني (إل موزو)، وتزعزع استقرار النظام الاستعماري الأصلي في الحرب الأهلية التي أعقبت ذلك.
على الرغم من ذلك، لم يهمل الإسبان العملية الاستعمارية. كان من أهم معالمها تأسيس ليما في يناير 1535، والتي نُظمت من خلالها المؤسسات السياسية والإدارية. وضع الحكام الجدد نظام الإنكوميندا، الذي انتزع الإسبان بموجبه الجزية من السكان المحليين، والتي أُرسل جزء منها إلى إشبيلية مقابل اعتناق السكان الأصليين للدين المسيحي. ظل حق ملكية الأرض نفسها لملك إسبانيا. بصفته حاكم البيرو، استخدم بيزارو نظام الإنكوميندا لمنح سلطة مطلقة تقريبًا لرفاقه الجنود على مجموعاتٍ من سكان البيرو الأصليين، وبالتالي تشكيل بنية استعمارية لحيازة الأراضي. كان من المفترض حينها أن يجمع سكان البيرو الأصليون ماشية ودواجن ومحاصيل العالم القديم لمالكي أراضيهم. كان عقاب المقاومة شديدٌ، مما أدى إلى ظهور بروباغندا «الأسطورة السوداء».
أدت ضرورة تعزيز السلطة الملكية الإسبانية على هذه الأراضي إلى إنشاء ريل أودينسا (مجلس الاستماع الملكي). في العام التالي، 1542،  تأسست النيابة الملكية على بيرو، بسلطةٍ على معظم أمريكا الجنوبية الخاضعة للحكم الإسباني. (أُعيد تنظيم كولومبيا والإكوادور وبنما وفنزويلا في النيابة الملكية لغرناطة عام 1717؛ وأُنشئت الأرجنتين وبوليفيا وباراغواي والأوروغواي باسم النيابة الملكية على ريو دي لا بلاتا عام 1776).
بعد وفاة بيزارو، ظهرت العديد من المشاكل الداخلية، وأرسلت إسبانيا في النهاية بلاسكو نونيز فيلا ليكون أول نائبٍ للملك في بيرو عام 1544. قُتل لاحقًا على يد شقيق بيزارو، غونزالو بيزارو، لكن نائب الملك الجديد، بيدرو دي لا غاسكا، تمكن في النهاية من استعادة النظام. أسر غونزالو بيزارو وأعدمه.
أشار الإحصاء الذي أجراه آخر تنظيمِ كويبو إلى وجود 12 مليون نسمة من الإنكا في البيرو؛ بعد 45 عام، في عهد نائب الملك توليدو، بلغ التعداد 1,100,000 فقط من الإنكا. يقدر المؤرخ ديفيد إن. كوك أن عدد سكانها انخفض من نحو 9 ملايين في عشرينيات القرن السادس عشر إلى نحو 600,000 في عام 1620 بسبب الأمراض المعدية بشكل رئيسي. في حين أن الاستنزاف لم يكن محاولة منظمة للإبادة الجماعية، إلا أن النتائج كانت مماثلة. يعتقد العلماء الآن أنه من بين العوامل المختلفة المساهمة، كانت الأمراض الوبائية مثل الجدري (لم يكن لدى الهنود الحمر مناعة ضد المرض، على عكس الإسبان) السبب الرئيسي لانخفاض عدد سكان أمريكا الأصليين. مُنحت مدن الإنكا أسماء مسيحية إسبانية وأُعيد بناؤها، إذ تمركزت المدن الإسبانية حول ساحة مع كنيسة أو كاتدرائية تواجه مقرًا رسميًا. احتفظ عدد قليل من مدن الإنكا مثل كوزكو بالبناء الأصلي لأساسات جدرانها. هُجرت مواقع الإنكا الأخرى، مثل وانوكو فيخو، لمدنٍ على ارتفاعات أخفض لتكون أكثر ملاءمة للإسبان.

### النيابة الملكية على بيرو (1542 – 1824)
في عام 1542، أنشأ التاج الإسباني النيابة الملكية على بيرو، والتي أُعيد تنظيمها بعد وصول نائب الملك فرانسيسكو دي توليدو في عام 1572. وضع حدًا لدولة الإنكا الحديثة في فيلكابامبا وأعدم توباك أمارو الأول. سعى أيضًا إلى التنمية الاقتصادية من خلال الاحتكار التجاري واستخراج المعادن، وخاصة من مناجم الفضة في بوتوسي. أعاد استخدام ميتا الإنكا، وهو برنامج للعمل القسري، من أجل حشد المجتمعات المحلية للعمل في التعدين. جعل هذا التنظيم من البيرو مصدرًا رئيسيًا للثروة الإسبانية وسلطتها في أمريكا الجنوبية.
أصبحت مدينة ليما، التي أسسها بيزارو في 18 يناير 1535 باسم «سيوداد دي رييس» (مدينة الملوك)، مقر النيابة الملكية الجديدة. نمت لتصبح مدينة قوية، مع نفوذ قانوني على معظم أمريكا الجنوبية الإسبانية. مرت المعادن الثمينة عبر ليما في طريقها إلى برزخ بنما ومن هناك إلى إشبيلية في إسبانيا وهذا بالنسبة لطريق المحيط الأطلسي، أما بالنسبة لطريق المحيط الهادئ، فقد مرت إلى المكسيك ورست في ميناء أكابولكو ووصلت في النهاية إلى الفلبين. بحلول القرن الثامن عشر، أصبحت ليما عاصمة استعمارية أرستقراطية مميزة ومقرًا للجامعة والمعقل الإسباني الرئيسي في الأمريكيتين. وهكذا كانت البيرو ثرية ومكتظة بالسكان حتى أن سيباستيان أورتادو دي كوركويرا، حاكم بنما، وطّن مدينة زامبوانجا في الفلبين، والتي أصبحت تتحدث لغة الكريول الإسبانية وذلك بالاعتماد على الجنود والمستعمرين المجندين من مدن البيرو.
مع ذلك، طوال القرن الثامن عشر، لم يكن للإسبان سيطرة كاملة على الأقاليم الأبعد عن ليما. لم يستطع الإسبان حكم المقاطعات دون مساعدة النخبة المحلية. كانت هذه النخبة المحلية، التي حكمت تحت لقب كوراكا، تفتخر بتاريخ الإنكا خاصتها. بالإضافة إلى ذلك، طوال القرن الثامن عشر، تمرد السكان الأصليون ضد الإسبان. كان تمرد خوان سانتوس أتاوالبا في 1742 في مقاطعتي الأدغال الأندية، تارما وجاويا، الذي طرد الإسبان من منطقة واسعة، وتمرد توباك أمارو الثاني في عام 1780 حول مرتفعات قريبة من كوزكو، من أهم التمردات التي حصلت.
في ذلك الوقت، كان هناك أزمة اقتصادية تتنامى بسبب إنشاء نيابتي غرناطة الجديدة وريو دي لا بلاتا (على حساب أراضيها) وبسبب الإعفاءات من الرسوم التي نقلت المركز التجاري من ليما إلى كاراكاس وبوينس آيرس وانخفاض إنتاج المناجم والمنسوجات. تبين أن هذه الأزمة مواتية لتمرد توباك أمارو الثاني مع شعبه من السكان الأصليين وحتمت التدهور التدريجي للنيابة الملكية على بيرو.
في عام 1808، غزا نابليون شبه الجزيرة الإيبيرية وأخذ الملك فرديناند السابع رهينة. في وقت لاحق من عام 1812، أصدر مجلس قادس، وهو الجمعية التشريعية الوطنية لإسبانيا، دستور قادس الليبرالي. ألهمت هذه الأحداث الأفكار التحررية بين شعب الكريولو الإسباني في جميع أنحاء أمريكا الإسبانية. في البيرو، نشأ تمرد الكريول في إقليم هانوكو عام 1812 ونشأ تمرد كوزكو بين عامي 1814 و1816.على الرغم من هذه الثورات، ظل حكم أقلية شعب الكريولو في بيرو مواليًا للإسبان عمومًا، مما يفسر حقيقة أن النيابة الملكية على بيرو ظلت آخر معقل للهيمنة الإسبانية في أمريكا الجنوبية.

## وصلات خارجية
- حكاية رحلة نهر دي لا بلاتا، ومن ثمّ رحلة البر إلى بيرو: بالملاحظات عن السكان، وكذلك الهنود والاسبان، المدن، التجارة، وخصوبة وثروات ذلك الجزء من أمريكا